# Забіловський сільський округ
Забі́ловський сільський округ (каз. Забелов ауылдық округі, рос. Забеловский сельский округ) — адміністративна одиниця у складі Житікаринського району Костанайської області Казахстану. Адміністративний центр та єдиний населений пункт — село Забіловка.
Населення — 1326 осіб (2021; 2158 у 2009, 2097 у 1999, 2537 у 1989).
Станом на 1989 рік існувала Забіловська сільська рада (село Забіловка, селище Желкуар).

## Склад
До складу округу входять такі населені пункти:
| Населений пункт | Старі назви | Населення, осіб (1989) | Населення, осіб (1999) | Населення, осіб (2009) | Населення, осіб (2021) |
| --------------- | ----------- | ---------------------- | ---------------------- | ---------------------- | ---------------------- |
| Желкуар, село   | -           | 210                    | 46                     | -                      | -                      |
| Забіловка, село | -           | 2327                   | 2051                   | 2158                   | 1326                   |